# فرودگاه ریویر بونار
فرودگاه ریویر بونار (به انگلیسی: Rivière Bonnard Airport) یک فرودگاه خصوصی است که یک باند فرود شن دارد و طول باند آن ۱۲۲۰ متر است. این فرودگاه در کشور کانادا قرار دارد و در ارتفاع ۴۸۳ متری از سطح دریا واقع شده است.